# Chiang Ching-kuo
Chiang Ching-kuo (en en chino tradicional, 蔣經國; en chino simplificado, 蒋经国; pinyin, Jiǎng Jīngguó, (Fenghua, 27 de abril de 1910 - Taipéi, 13 de enero de 1988) fue un militar y político taiwanés de origen chino continental que ejerció como presidente de la República de China entre 1978 y 1988, siendo el tercer mandatario de Taiwán desde el traslado del régimen del Partido Nacionalista Chino (Kuomintang) a la isla en 1949, el último nacido antes de la caída de la Dinastía Qing y, hasta la fecha, el último nacido en la China Continental.
Hijo del dictador Chiang Kai-shek, Chaing Ching-kuo estudió en la Unión Soviética, siendo compañero de clase de Deng Xiaoping, quien posteriormente sería su homólogo en la República Popular China prácticamente al mismo tiempo que él. En su juventud fue muy cercano al comunismo soviético, particularmente el trotskismo, fue rehén del régimen de Iósif Stalin entre 1927 y 1937 después de que su padre purgara a los elementos comunistas del Partido Nacionalista Chino al comienzo de la primera guerra civil contra el comunismo, aunque Chiang Kai-shek no demostró ningún interés en recuperarlo y en diversas ocasiones manifestó que prefería que Ching-kuo muriera que sacrificar el gobierno. Fueron liberados él, su esposa y sus hijos, principalmente por el interés de Stalin de formar una alianza con China en contra del Imperio del Japón luego de estallada la segunda guerra sino-japonesa. Después de que Mao Zedong y el Partido Comunista de China derrotaran al gobierno de Chaing en la guerra civil en 1949, tanto este como su familia se trasladaron a la isla de Taiwán y mantuvieron el gobierno de la República de China. Ching-kuo ejerció varios cargos en la administración de su padre en la isla, y asumió el cargo de primer ministro de manos de su padre en 1972. Tras su muerte en 1975 y luego de que Yen Chia-kan decidiera no presentarse a la reelección para un mandato completo, Chiang tomó el liderazgo del Kuomintang, fue elegido por la Asamblea Nacional de forma casi unánime como presidente de la república y juramentado el 20 de mayo de 1978.
Su gobierno es históricamente recordado como mucho más tolerante con respecto a la disidencia política que el de su padre, aunque en lo esencial mantuvo el mismo liderazgo autoritario y autocrático, y el país continuó siendo un estado de partido único. Durante su mandato, la República de China comenzó a perder gran parte del reconocimiento internacional en beneficio de la República Popular China, siendo la pérdida diplomática más importante los Estados Unidos de América, en enero de 1979. Económicamente, sin embargo, el país experimentó un gran crecimiento durante la década de 1980, y mantuvo relaciones informales con gran parte de los países que reconocían a la República Popular China, particularmente con Occidente. Intentó acercar a la política a los taiwaneses nativos y designó a Lee Teng-hui (nacido en la isla) vicepresidente. Gradualmente, a mediados de la década de 1980, comenzó un proceso de liberalización política que desembocaría en una progresiva transición hacia la democracia multipartidista, como lo fue la autorización al Partido Progresista Democrático (DPP), favorable a la independencia taiwanesa, de participar en las elecciones legislativas parciales periódicas. En 1987, Chiang derogó la Ley Marcial vigente desde la guerra civil para dar comienzo a una normalización total de las libertades civiles en la isla, pero murió en enero de 1988, antes de poder completarlo. Fue sucedido por su vicepresidente Lee, primer presidente nacido en la isla, quien continuaría la transición hacia una plena democracia.
En contraste con su controvertido padre, la reputación de Chiang Ching-kuo es abrumadoramente positiva entre la población taiwanesa, con sus partidarios resaltando los logros económicos y sociales obtenidos bajo su mandato, su política de integración de los nativos de la isla a una administración pública hasta entonces casi del todo dominada por los chinos continentales y sus esfuerzos por democratizar progresivamente el sistema político. Sondeos de opinión pública y análisis posteriores lo consideran uno de los mejores presidentes de Taiwán.